# Festività in Messico

## Festività maggiori in Messico (celebrazioni generali civili e religiose)

### Gennaio
- 1º gennaio - Capodanno (festivo ufficiale).
- 6 gennaio - Festa dei Re Magi, Epifania.

### Febbraio
- 2 febbraio - Festa della Candelora.
- 5 febbraio - Festa della Costituzione, commemora la proclamazione della Costituzione del Messico, promulgata nel 1917 (festività ufficiale).
- 14 febbraio - Festa dell'amore e dell'amicizia.
- 14 febbraio - Fucilazione di Vicente Guerrero.
- 24 febbraio - Festa della Bandiera, festa dedicata alla Bandiera del Messico.
- 28 febbraio - Anniversario della morte di Cuauhtémoc.

### Marzo
- 8 marzo - Festa della donna.
- 18 marzo - Anniversario della Expropiación petrolera.
- 21 marzo - Natalicio de Benito Juárez, commemora l'anniversario della nascita del Presidente Benito Juárez (1806) (festività ufficiale).

### Aprile
- Settimana Santa, festività pasquali, la data è variabile
- 30 aprile - Festa del bambino.

### Maggio
- 1º maggio - Festa del Lavoro, celebra i movimenti sindacali dei lavoratori, più specificatamente i movimenti di Cananea (Messico) del 1906 e Río Blanco Veracruz del 1907 (festività ufficiale).
- 3 maggio - Festa della Santa Croce.
- 5 maggio - Cinco de Mayo, commemora l'anniversario della vittoria dell'Esercito Messicano comandato da Ignacio Zaragoza sulle forze francesi nella Battaglia di Puebla del 1862. Questo giorno si festeggia nello stato di Puebla.
- 10 maggio - Festa della mamma.
- 15 maggio - Festa del maestro (Toma de Querétaro).

### Giugno
- Festa del papà: terza domenica di giugno.
- 24 giugno - Festa della San Giovanni.

### Luglio
- 18 luglio - Anniversario della morte di Benito Juárez.
- 30 luglio - Anniversario della morte di Miguel Hidalgo.
- Guelaguetza nella città di Oaxaca de Juárez: si tiene sempre un lunedì.

### Agosto
- 15 agosto - Festa della Assunzione.
- 24 agosto - Firma dei Trattati di Cordoba.

### Settembre
- 13 settembre - Día de los Niños Héroes, si commemorano i Niños Héroes cadetti dell'esercito messicano caduti in battaglia contro gli Stati Uniti.
- 15 settembre - Festa dell'Indipendenza si commemora la Guerra d'indipendenza del Messico.
- 16 settembre - Festa dell'Indipendenza o Dieciseis de septiembre

### Ottobre
- 12 ottobre - Día de la Raza.

### Novembre
- 1º novembre - Giorno dei morti.
- 2 novembre - Commemorazione dei defunti.
- 20 novembre - Festa della Rivoluzione Messicana, si commemora l'anniversario dell'inizio della Rivoluzione messicana nel 1910.

### Dicembre
- 1º dicembre - Cambio di Governo, ogni sei anni in questa giornata avviene il passaggio dei poteri tra il presidente della repubblica uscente e quello eletto nelle Elezioni federali del Messico.
- 12 dicembre - Apparizione della Vergine di Guadalupe.
- 24 dicembre - Noche Buena, vigilia di Natale.
- 25 dicembre - Natale - Nascita di Gesù.
- 28 dicembre - Quinceañera.